# C-Store
C-Store (от англ. Column Store — столбцовое хранение) — свободно распространяемая распределённая на основе архитектуры без общих ресурсов (англ. shared nothing architecture) столбцовая система управления базами данных. Разработана объединённой командой Брауновского университета, университета Брандейса и Массачусетского технологического института под руководством Майкла Стоунбрейкера. Одна из первых реляционных СУБД, реализовавших одновременно хранение данных по столбцам и возможность распределения данных на несколько узлов кластера. 
Выпущена под лицензией BSD license. В 2005 году Стоунбрекер и коллеги основали компанию Vertica для коммерциализации проекта. В 2011 году компания была поглощена корпорацией Hewlett-Packard. На момент 2011 года последняя доступная версия в исходных кодах — 0.2, датированная 2006 годом, более современные версии на основе C-Store выпущены как собственническое программное обеспечение компаний Vertica и Hewlett-Packard под наименованием Vertica Analytics Platform. В середине 2010-х годов после серии разделений и поглощений продукт Vertica перешёл под контроль британской компании корпорации Micro Focus. 